# 祁东县
祁东县为中华人民共和国湖南省衡阳市下辖的县，位於湘江中游祁水流域，南连祁阳，北抵邵东，衡阳，东接衡南，西邻东安、邵阳。县人民政府駐永昌大道1號。区域总面积为1,872平方公里。
1952年，析祁阳东北六区置祁东县，因位于祁阳东部故名祁东。面积1872平方公里，常住人口約77万人，戶籍总人口101.39万人。是著名的“中国黄花之乡”、“将军之乡”、“黑色金属之乡”，也是湖南省目前唯一的“中国曲艺之乡”。

## 历史
1952年4月25日由祁阳县析置 ，将原祁阳县七、八、九、十区的全部及第五区、第六区的大部划出，建立祁东县，因县境内区域大部分位于祁阳县之东，故名祁东。县城设洪桥。所辖地域包括民国38年（1949年）祁阳县的民有、归阳、四治、靖炎、四靖、振中、景卿、金兰、至昌9个乡和保麓乡的北半部。建县时属零陵专区，1952年10月起属湘南行署，1954年7月起属衡阳地区，1983年6月起属衡阳市。2018年4月23日，湖南省人民政府同意祁东县脱贫摘帽。

## 行政区划
祁东县下辖4个街道办事处、17个镇、3个乡：
洪桥街道、玉合街道、永昌街道、白鹤街道、金桥镇、鸟江镇、粮市镇、河洲镇、归阳镇、过水坪镇、双桥镇、灵官镇、风石堰镇、白地市镇、黄土铺镇、石亭子镇、官家嘴镇、步云桥镇、砖塘镇、蒋家桥镇、太和堂镇、马杜桥乡、凤歧坪乡和城连圩乡。
1986年，祁东县11个区、1个区级镇、1个区级林场和61个乡镇。
1990年，湖南省民政厅批准：丁字乡福罗村划归归阳镇；撤销白鹤铺乡，设白鹤铺镇；撤销灵官乡，设灵官镇；撤销鸟江乡，设鸟江镇。
1995年，湖南省实行撤区并乡建镇。是年4月，省民政厅批复,撤销河洲、归阳、金桥、过水坪、双桥、白地市、黄土铺、步云桥、蒋家桥、太和堂、洪桥等11个区建制，保留马杜桥、凤歧坪、城连墟、四明山等4个乡的行政区划，将其余59个乡镇并为16个镇、3个乡（粮市、石亭子、砖塘）。同年5月，省民政厅批准粮市乡、石亭子乡、砖塘乡撤乡建镇。全县改设为23个乡镇，其中建制镇19个、乡4个。
2014年根据全县经济发展需要原洪桥镇改为洪桥街道、白鹤铺镇改为白鹤街道、新设立玉合街道和永昌街道四个街道办事处；原四明山乡改立四明山国家森林公园管理办事处。

## 政治

### 现任领导
| 机构     | 祁东县人民政府 县长 | · 中国共产党 · 祁东县委员会 · 书记 | 祁东县人民代表大会 常务委员会 主任 | · 中国人民政治协商会议 · 祁东县委员会 · 主席 |
| -------- | ------------------- | ---------------------------------- | ---------------------------------- | -------------------------------------------- |
| 姓名     | 彭丽堂              | 雷华                               | 周跃军                             | 陈小云                                       |
| 民族     | 汉族                | 汉族                               | 汉族                               | 汉族                                         |
| 出生地   | 湖南省衡东县        | 湖南省常宁市                       | 湖南省祁东县                       | 湖南省祁东县                                 |
| 出生日期 | 1974年6月（50歲）   | 1975年10月（49歲）                 | 1968年10月（56歲）                 | 1967年5月（57歲）                            |
| 就任日期 | 2019年7月19日       | 2022年4月12日                      | 2021年10月                         | 2021年10月28日                               |

## 人口
2022年，全县户籍总人口为101.39万人，性别比为114.2：100。全年出生人口0.61万人，出生率6.0‰；死亡人口1.1万人，死亡率10.8‰；人口自然增长率-4.8‰；出生人口性别比为119.7:100。
根據第七次人口普查數據，截至2020年11月1日零時，祁東縣常住人口為766920人。

## 经济
2018全年实现地区生产总值（GDP）275.86亿元。按常住人口计算，人均地区生产总值28229元，全县三次产业比为15.9：30.2：53.9。全县农林牧渔业总产值76.9亿元，规模以上工业总产值165.6亿元，建筑业总产值14.01亿元，房地产投资完成8.52亿元，社会消费品零售总额128.89亿元，进出口总额2109万美元；全县引进内资项目106个，实际到位内资40.16亿元；新批外资项目26个，实际到位外资1.43亿美元。实现旅游总收入39.25亿元，接待游客468.03万人次。

## 交通
- 234国道、 322国道、 356国道过境。

## 教育
有省级示范性高中两所（祁东县第一中学和祁东县第二中学），市级示范性高中(育贤中学)，另有一所国家级示范性中专（祁东职业中专）。

## 旅游
著名的景点有山青水秀的鼎山公园，巧夺天公地烟江石燕，清泉滴注的燕子岩，险峻的熊罴岭，巍峨的省级森林公园四明山。历史遗留下来有岳飞驻军的大营寺、小米山春秋墓、古永昌县址、百岁门、状元桥等文物古迹，既古朴典雅，又含韵幽长。

## 特产
- 槟榔芋
- 祁东黄花菜：中国地理标志产品。